# Kathleen Battle
Kathleen Battle (n. 13 august 1948, Portsmouth, Ohio, SUA) este o cântăreață americană de operă cunoscută pentru vocea ei de soprană cu întindere și timbru deosebite. A debutat în operă în 1975, cu roluri de soprană lirică și de coloratură. După un conflict cu Metropolitan Opera House în 1994 s-a concentrat pe înregistrări și apariții în concerte. A revenit la Met în 2016, cu un concert de spirituals.